# Саримолдаєва
Саримолда́єва (каз. Сарымолдаев) — село у складі Меркенського району Жамбильської області Казахстану. Адміністративний центр Саримолдаєвського сільського округу.
До 1992 року село називалось Кузьминка.
Населення — 11556 осіб (2021; 8422 у 2009, 8241 у 1999, 4363 у 1989).